# ステファンの方程式
雪氷学や土木工学におけるステファンの方程式（ステファンのほうていしき、英: Stefan's equation）あるいはステファンの公式は、結氷板の厚さの温度履歴に対する依存性を表す方程式である。特に、予期される着氷は、氷点下での度日の二乗根に比例する、ということを意味する方程式である。スロベニア人の物理学者であるヨーゼフ・ステファンの名にちなむ。